# Dômes de Gerd
Gerd Tholi
Pour les articles homonymes, voir Gerd.
Les dômes de Gerd (désignation internationale : Gerd Tholi) sont un ensemble de dômes situé sur Vénus dans le quadrangle de Godiva. Il a été nommé en référence à Gerd, jeune fille du ciel dans la mythologie scandinave.